# Tang Chih-chun
Tang Chih-chun, född 16 mars 2001, är en taiwanesisk bågskytt. Han deltog vid olympiska sommarspelen 2020.